# 魚油
魚油（英語：fish oil）是自富含脂肪的魚類體內取出的油脂。魚油含ω-3脂肪酸（Omega-3 fatty acids），主要是二十碳五烯酸（EPA）與二十二碳六烯酸（DHA），是可降低發炎反應的營養素。富含鱼油的鱼种统称为油性鱼（oily fish）。
魚類本身並不會製造ω-3脂肪酸，而是在攝食浮游藻類或小魚之後所累積的。富含脂肪的肉食性魚類，如鯊魚、旗魚、鮪魚都含有大量的ω-3脂肪酸，但由於牠們是食物鏈中的高層捕食者，因此也可能同時累積了大量的毒素（即所謂生物放大作用）。因此美國食品藥物管理局建議減少攝取此類肉食性魚類，以避免如汞、多氯聯苯及氯丹的攝入。
魚油也被用於製造魚飼料。全球五成以上的魚油生產都是用來製作餵養豢養鮭魚的魚飼料。
魚油中的ω-3脂肪酸被視為對治療高三酸甘油脂與預防心臟病有效。雖然也有研究試圖釐清魚油跟ω-3脂肪酸對其他疾病如憂鬱症、焦慮症、癌症、肌肉萎縮症的效果，但數據至今尚未有明確答案。好吸收的脂肪酸型態是選擇魚油的關鍵。(rTG型態可以大大提高Omega-3的濃度，還能提升EPA、DHA的吸收率。)

## 風險

### 其他維他命
ω-3脂肪酸的最佳來源應是魚體，而非魚肝。肝臟製品，如鱈魚魚肝油，雖富含奧米茄3脂肪酸，但是亦有高量的活性維他命A。過度攝取高劑量維他命A，會有潛在健康風險。

### 有毒汙染物
儘管魚油有許多可能的健康效益，但是絕大多數的魚油是自鱈魚肝或鯊魚肝所提煉而成。由於肝臟功能為解毒（代謝）或貯藏（如果無法代謝）汙染物的器官，故肝臟製品中多氯聯苯的含量會比魚本體來得高。
2006年，政府單位，如英國食物標準局（Food Standards Agency）與愛爾蘭食品安全署（Food Safety Authority）報導某些廠牌的魚油產品中所含多氯聯苯量超出歐規標準，廠商因而回收產品。為了因應當前國際社會對魚油汙染越來越高的關切，加拿大貴湖大學成立了國際魚油標準計畫進行審核工作。
2010年三月，美國加州政府組織控告八家廠商的魚油產品含超標的多氯聯苯，其中包括知名廠商CVS、萊翠美（Nature Made）、Rite Aid、GNC等公司之產品。

### 引用
1. ↑  Elisabeth Leamy. . 2010-03-03  [2010-03-05]. （原始内容存档于2018-12-19）.
2. ↑  Allday, Erin. . SFGATE. 2010-03-03  [2022-11-08]. （原始内容存档于2018-11-24） （美国英语）.

## 外部連結
- International Fish Oil Standards （页面存档备份，存于）—An organization concerned with the quality of omega-3 products as it relates to the international standards established by the World Health Organization and the Council For Responsible Nutrition for purity and concentration.
- Joyce A. Nettleton (编). .   [20 February 2006]. （原始内容存档于2021-05-27）. Two newsletters, both quarterly, reviewing recent publications in essential fatty acids. One is written for researchers, the second is for consumers. Industry sponsored, academic contributors.
- Omega-3 Fatty Acids （页面存档备份，存于） American Cancer Society. Updated 11 January 2008.